# Йоханнессен, Сигурд
Сигурд Эрард Арманус Йоханнессен (норв. Sigurd Erhard Armanus Johannessen; 9 января 1884, Шиен — 7 февраля 1974, Шиен) — норвежский гимнаст, серебряный призёр летних Олимпийских игр 1908 года.
На Играх 1908 года в Лондоне Йоханнессен участвовал только в командном первенстве, в котором его сборная заняла второе место.